# Distomus variolosus
Distomus variolosus is een zakpijpensoort uit de familie van de Styelidae. De wetenschappelijke naam van de soort werd in 1774 voor het eerst geldig gepubliceerd door Gaertner. Het is inheems in de noordoostelijke Atlantische Oceaan, waar het op de zeebodem leeft.

## Beschrijving
Deze koloniale zakpijp vormt een korstvormende mat van dicht gegroepeerde zoïden die aan de basis of zijkant met elkaar verbonden zijn. De zoïden zijn cilindrisch of eivormig, tot 1 cm hoog en rood tot bruin van kleur. Beide sifo's, die zich aan de bovenkant van de zoïde bevinden, hebben een zeslobbig uiterlijk bij gedeeltelijke samentrekking, wat kenmerkend voor deze soort is.